# Кала (Рутульский район)
Кала (рут. Кӏелед) — село в Рутульском районе Дагестана, одно из самых древних сел Рутульского магала. Входит в Амсарское сельское поселение. Расположено на высоте 1400 метров над уровнем моря, в долине реки Самур в устье реки Шиназчай, в 7 км северо-западнее районного центра села Рутул.

## Этимология
Название села происходит из арабского языка от слова قلعة (звучит как Каля), что в переводе означает «Крепость». Также существует версия, что название происходит из рутульского языка и связано с местом расположения самого села — «у главной(большой) дороги (горы)».

## Население
| 1895 | 1926 | 1939 | 1970 | 1989 | 2002 | 2010 |
| ---- | ---- | ---- | ---- | ---- | ---- | ---- |
| 181  | ↘171 | ↗183 | ↗312 | ↘272 | ↗427 | ↘408 |
| 2021 |      |      |      |      |      |      |
| →408 |      |      |      |      |      |      |

Моноэтническое рутульское село. В селе на данный момент насчитываются представители 7 тухумов: Шалшалар, Герийер, Инкиймар, Хасийер, Касымар, Чихтиер и Шаллыер.

## Пир
На выступе скалы напротив сельской школы находится «святое» место (пир). В нём похоронены два юноши-шахида, убитые в центральном Дагестане во время восстания 1877 года против российских властей в связи с русско-турецкой войной. Их признали «святыми», так как после смерти они были чудесным образом перенесены из аварского села Согратль (где происходило сражение) на родину, в село Кала. Окровавленные тела погибших были обнаружены их матерью на околице Калы. Односельчане похоронили юношей и построили над их могилой мавзолей-гюмбез.